# 吉布森城 (伊利諾伊州)
吉布森城（英語：Gibson City）是一個位於美國伊利諾伊州福特縣的城市。

## 地理
吉布森城的座標為40°27′56″N 88°22′29″W / 40.46556°N 88.37472°W，而該地的平均海拔高度為229米（即751英尺）。

## 人口
根據2010年美國人口普查的數據，吉布森城的面積為6.16平方千米，當中陸地面積為6.07平方千米，而水域面積為0.09平方千米。當地共有人口3407人，而人口密度為每平方千米553.08人。